# Контшек, Роман
Роман Контшек (словац. Roman Kontšek; род. 11 июня 1970 года, Прага, Чехословакия) — бывший словацкий и чешский хоккеист, игравший на позиции левого крайнего нападающего. 

## Карьера
Воспитанник ХК «Мартин».
Выступал за клубы ХК «Мартин», «Дукла» (Тренчин), «Железарны» (Тршинец), ХК «Гавиржов», ХК «Кошице», ХК «Жилина».
В чемпионатах Словакии — 484 матча, 398 очков (132+266). В чемпионатах Чехии — 170 матчей, 89 очков (41+48).  В чемпионатах Чехословакии — 180 матчей, 111 очков (44+67).
В составе национальной сборной Словакии: участник зимних Олимпийских игр 1994 и 1998 (12 матчей, 4+1), участник чемпионатов мира 1994 (группа C) и 1997 (14 матчей, 6 шайб + 5 передач).

## Достижения
- Чемпион Чехословакии (1992)
- Чемпион Словакии (1994, 1997, 2006)
- Чемпион Европы среди юниоров (1988)
- Чемпион мира 1994 (группа C)
- Серебряный призёр чемпионата Европы среди юниоров (1987), чемпионата Чехословакии (1990), чемпионата Словакии (1995)
- Бронзовый призёр молодёжного чемпионата мира (1989), чемпионата Чехословакии (1991, 1993), чемпионата Словакии (2007)